# Нелозеро
Нелозеро — озеро на территории Валдайского сельского поселения Сегежского района Республики Карелии.

## Общие сведения
Площадь озера — 2,6 км², площадь водосборного бассейна — 132 км². Располагается на высоте 113,6 метров над уровнем моря.
Форма озера лопастная, продолговатая: вытянуто с севера на юг. Берега изрезанные, каменисто-песчаные, преимущественно заболоченные.
С южной стороны в озеро впадает Щайручей, вытекающий из Шайозера
Через озеро протекает река Нела, которая, протекая ниже Коросозеро, впадает в Пулозеро. Через Пулозеро протекает река Сума, впадающая в Онежскую губу Белого моря (Поморский берег).
С запада от озера проходит лесовозная дорога.
Код объекта в государственном водном реестре — 02020001411102000008943.